# Complejo de Qalawun
El complejo Qalawun (en árabe: مجمع قلاون ) es un enorme complejo en El Cairo, Egipto, construido por el sultán al-Mansur Qalawun en 1284-1285. Está ubicado en Bayn al-Qasrayn en la calle al-Mu'izz e incluye un hospital (bimarista), una madrasa y su mausoleo. Es ampliamente considerado como uno de los principales monumentos del Cairo islámico y de la arquitectura mameluca, notable por el tamaño y alcance de sus operaciones caritativas, así como por la riqueza de su arquitectura.

## Historia

### Contexto y antecedentes históricos
El complejo Qalawun se construyó sobre las ruinas del Palacio Fatimí de El Cairo, con varias salas en el Palacio. Se vendió a varias personas hasta que finalmente fue comprado por el sultán Qalawun en 1283 d. C. La estructura se encuentra en el corazón de El Cairo, en Bayn al-Qasrayn, y ha sido un centro de importantes ceremonias religiosas y rituales de la fe islámica durante años, que se extiende desde la dinastía mameluca hasta el Imperio Otomano.

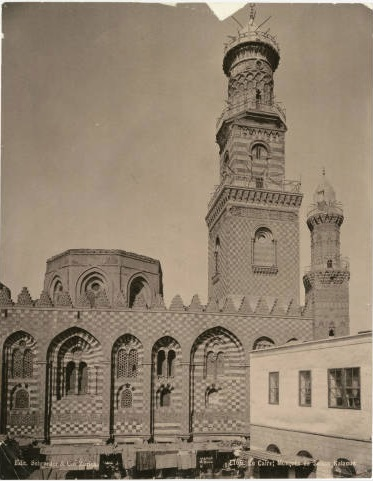
Fachada del complejo del sultán Qalawun en la calle al-Muizz

### Construcción
Según los informes, el complejo funerario del sultán al-Mansur Sayf al-Din Qalawun, que incluye tanto la madrasa como el mausoleo, tardó 13 meses en construirse, entre 1284 y 1285. Este hecho es notable considerando el tamaño y el alcance de tpodo el complejo. El tiempo relativamente corto que llevó construir el complejo se debe en gran parte a la mano de obra esclava que comandaba el sultán. El hospital tardó menos de seis meses en completarse, el mausoleo y la madrasa tardaron aproximadamente cuatro meses cada uno. El proyecto de construcción fue supervisado por el emir 'Alam al-Din al-Sanjar Shuja'i al-Mansuri ( علم الدين سنجر الشجاعي المنصوري , romanizado:ʿAlam ad-Dīn Sanǧar aš-Šuǧāʿī al-Manṣūrī), que empleó a la fuerza a cientos de prisioneros de guerra mongoles, y pidió a los trabajadores de Fustat y El Cairo que ayudaran en el proyecto. Al-Shuja'i utilizó todos los medios necesarios para conseguir la gran cantidad de mano de obra necesaria para completar el proyecto, e incluso recurrió a la gente que caminaba por las calles. El complejo fue considerado uno de los edificios más bellos en ese momento, incluía una escuela (madrasa), un hospital (bimaristan) y un mausoleo, con una hermosa cúpula. Los historiadores afirman que las columnas que sostienen la estructura del mausoleo estaban hechas de granito, mármol y otros materiales que se tomaron de otro palacio en la isla Roda. El conjunto se construyó en tres etapas, donde se terminó primero el hospital, el mausoleo y finalmente la escuela.

### Restauraciones
La estructura fue restaurada varias veces durante el reinado de al-Nasir Muhammad, hijo y sucesor del sultán Qalawun. Restauró los minaretes después de que ocurriera un fuerte terremoto en el año 1327, registró la fecha de restauración en él.
Otra restauración se produjo cuando Abdul-Rahman Katkhuda , creó un Sabil otomano bellamente construido al otro lado de la calle en 1776.
Siglo XIX 

El arquitecto Pascal Coste utilizó el complejo como una de sus fuentes para su libro Architecture árabe: ou Monuments du Kaire, mesurés et dessinés, de 1818 à 1825. Coste trabajó en el complejo desde julio de 1822 creando un plano en el que intentó imponer el ángulos rectos donde no los había. Como lo identificó Eva-Maria Troelenberg, los dibujos de Coste corrigieron la estructura de varias maneras. Además de falsificar la planta, sus dibujos de fachadas "reinterpretan literalmente todo el conjunto como una visión del espacio urbano modernizado".

## Descripción
Un portal arqueado ligeramente en forma de herradura conduce a un pasaje que separa el mausoleo de la madraza. La tumba está a la derecha y la madraza, de planta cruciforme, está a la izquierda de la entrada. Dentro de los cuatro Iwan alguna vez estuvieron las cuatro facultades de derecho diferentes, en el lado este hay un fino Mihrab de estuco. El interior estuvo en malas condiciones hasta el año 2000, cuando se elaboró un enorme plan del Proyecto de Rehabilitación Histórica de El Cairo para toda la calle Muizz, cuya finalización estaba prevista para octubre de 2008. El mausoleo contiene los cuerpos de la madre de al-Nasir su hijo mientras que el sultán está enterrado en el mausoleo contiguo construido por su padre, el sultán Qalawun.

### Exterior
La estructura exterior del complejo Qalawun tiene muchas primicias únicas en la arquitectura mameluca. [5] Se dice que todo el complejo es el primer ejemplo de una "estética urbana" en la arquitectura mameluca. Esta estética urbana comienza con el diseño de la madrasa y el mausoleo en relación entre sí. El minarete no está unido a la madrasa sino al mausoleo. Además, el minarete no se encuentra cerca de la entrada del edificio, como era una práctica habitual en la época. El efecto general es la primera yuxtaposición real del minarete con la cúpula. Afortunadamente, el complejo funerario todavía está bien conservado hoy, con ciertas renovaciones a lo largo de los años que ayudaron a  mantener su grandeza. 

### Interior
El interior de los diversos edificios del complejo es evidencia de que su arquitectura fue influenciada por cualidades normandas sicilianas. Un ejemplo de esta influencia se encuentra en las ventanas triples, que están "compuestas por dos aberturas arqueadas coronadas por un óculo", que residen en el nivel superior de la fachada del mausoleo. En la fachada de la madrasa se aprecia la misma colocación de triple ventana, correspondiente al mihrab. Todo el diseño de la fachada con sus arcos empotrados de doble marco y apuntados recuerda la fachada de la Catedral de Palermo tal como era antes de la restauración. Los mosaicos de mármol que se ven en todo el complejo y la gran cúpula del dosel son tendencias estilísticas que también se observan en la arquitectura normanda siciliana, aunque todavía existen numerosas diferencias.

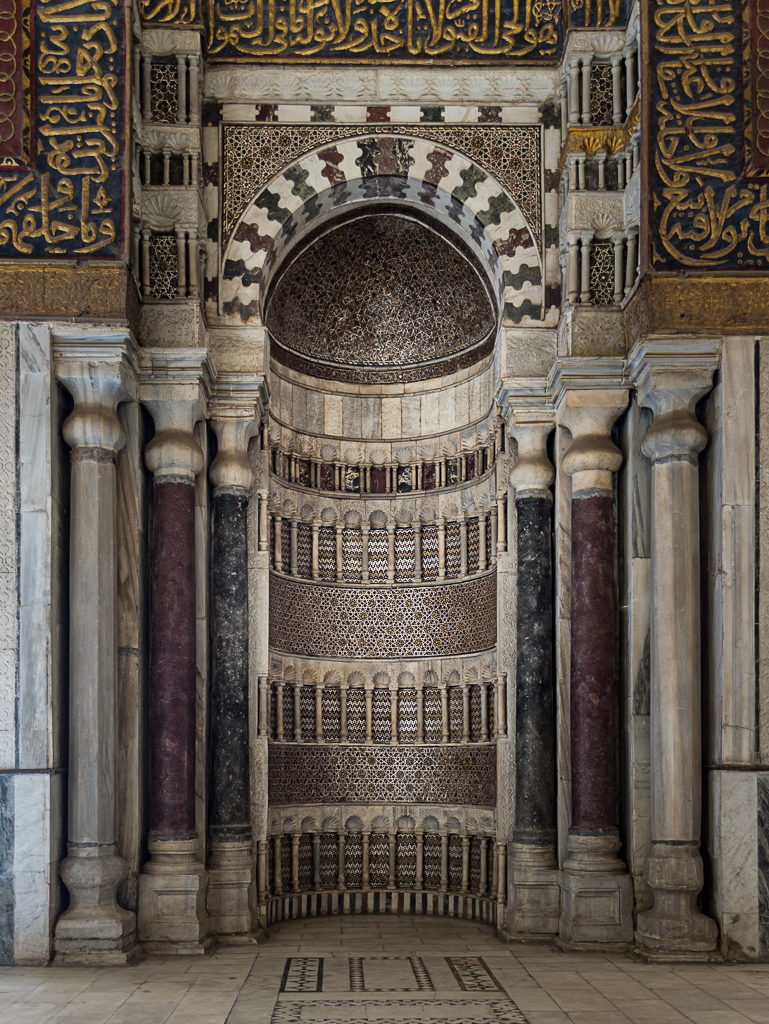
Mihrab del mausoleo de Qalawun.

### El mausoleo
Al-Nuwayri (un historiador árabe), ha dicho en su libro Nihayet al Irab (El deseo supremo), que el mausoleo no estaba destinado a convertirse en un lugar de enterramiento, sino en una mezquita y una escuela, y que se utilizó por primera vez como un tumba cuando murió, y albergó su cuerpo. Su cuerpo se mantuvo en la ciudadela de El Cairo durante dos meses hasta que la tumba estuvo lista para reemplazar el lugar del entierro de la ciudadela, más tarde, cuando murió el hijo de Qalawun, también fue enterrado en el mausoleo. El mihrab del mausoleo a menudo se considera el más lujoso de su tipo. Esto contrasta con el mihrab de la madrasa, que es más pequeño y con una estética general menos elaborada. Con perfil de herradura, el mihrab está flanqueado por tres columnas de mármol. Más tarde, el Mausoleo, y bajo los mamelucos, incluyó un Museo de la Ropa Real de los enterrados en él.
El mausoleo de Qalawun es significativo porque su cúpula sirvió como centro ceremonial para la investidura de nuevos emires. De hecho, la cúpula era un símbolo de un nuevo poder, un cambio de guardia, lo que significaba un nuevo centro del poder mameluco, que gozaba de gran prosperidad en ese momento. La cúpula del mausoleo fue demolida por el gobernador otomano de Egipto Abdul-Rahman Katkhuda y luego fue reconstruida en arquitectura otomana. Sin embargo, el Comité para la reserva de monumentos árabes construyó otra cúpula para reemplazarla en 1908.

### La madrasa
Dentro de la madrasa se enseñaban regularmente las cuatro escuelas jurídicas o madhabs de la ley islámica. Otros temas  enseñados en la madrasa incluyeron el Hadith y la enseñanza de la medicina. La madrasa tenía dos iwans y dos huecos, como lo demuestra el documento waqf adjunto. El gran patio de la madrasa estaba pavimentado con mármol policromado.
El santuario de la madrasa da al patio con una fachada tripartita de dos pisos que consta de un arco central flanqueado por dos más pequeños, y coronado por aberturas arqueadas similares. Estas originalmente estaban coronadas por tres óculos, uno sobre dos, y no solo uno, como es el caso hoy.
El mihrab de la madrasa tiene un arco de herradura similar al mausoleo pero es más pequeño y menos elaborado que el del mausoleo y su caracola está marcada con mosaicos de vidrio y nácar, en lugar de mosaicos de mármol. Destaca el color rojo intenso utilizado en los mosaicos.

### El hospital
Aunque no es visible desde la calle, el hospital fue una vez el hospital más lujoso e impresionante de su tiempo. El hospital funcionó durante el último período otomano antes de ser demolido en 1910. El hospital ofrecía muchas comodidades a los enfermos y pobres, además de tratamiento médico, que incluía medicamentos, refugio, comida y ropa. La producción de medicamentos para tratamiento médico, así como la investigación y la docencia se llevaron a cabo dentro del hospital. La mayor parte de esta información se ha obtenido de un documento waqf de la época. El historiador islámico medieval al-Maqrizitiene sus propias observaciones sobre la historia del hospital. Según Maqrizi, el hospital se construyó a partir del palacio fatimí de Sayyidat al-Mulk, y se podía llegar a él desde un corredor que conducía desde la madrasa y el mausoleo. Grandes fuentes que residían dentro de sus muros marcaban la belleza del interior del hospital. Dentro del hospital también se encontraba un gran patio central de 21x33 m.